# Triarthria setipennis
Triarthria setipennis là một loài ruồi trong họ Tachinidae.